# Cascades del Varone
Les Cascades del Varone (en itàlia cascate de Varone) són un parell de cascades que cauen en una cova vertical situada a 3 quilòmetres al nord-oest de l'extrem nord del llac de Garda i de la ciutat de Riva del Garda, al nord d'Itàlia. El nom Varone té el seu origen en la ciutat de Varone, a poca distància.

## La formació de les cascades
Durant el període quaternari, la gran glacera del Garda es va retirar. El seu curs lent va excavar i aplanar la zona que ara es coneix com la Vall Inferior de la Cerca i el Llac de Garda. Després que la glacera es retirés completament, els rius van poder fluir cap al Llac de Garda sense interrupcions, continuant amb més força la tasca d'erosió que la glacera havia començat. L'aigua fluïa fins al lloc on avui es troba l'entrada de la cova, abans que es creés el canal. Durant un període d'uns 20.000 anys i més, l'aigua va erosionar constantment, juntament amb la càrrega de sorra, còdols i grava, la roca mare (calcària dura del període Juràssic).
Al començament, l’erosió avançava molt lentament. Però un cop l’aigua va obrir una primera esquerda a la roca, tot va anar més de pressa: l’aigua aprofitava aquesta via feble per continuar desgastant la pedra amb més facilitat. Com que es tracta d’una roca molt dura, l’erosió no la fa ampla sinó profunda: crea canals estrets i profunds. Aquest procés encara continua avui dia, amb l’aigua erosionant la roca uns dos mil·límetres cada any. Això fa que el punt on cau l’aigua vagi retrocedint a poc a poc muntanya amunt, i que els remolins també s’enfonsin més dins del canal. La cova de Varone n’és un bon exemple: és una cascada que es va retirant amb el temps perquè l’aigua desgasta contínuament la roca del darrere.
Durant milers d'anys, grans lloses inestables de roca, pedres i piles de detritus de vegades es desprenien i s'arrossegaven cap endavant, causant i encara causant el disseny actual del canal. Avui dia, el riu penetra a la cova de la muntanya i la cascada cau un total de 98 metres canal avall.

## Geografia
Les cascades s'alimenten de les aigües del riu Magnone, que s'origina al proper llac Tenno, que es troba al nord-nord-oest de les cascades. El llac es troba a una altitud de 550 metres sobre el nivell del mar, mentre que el llac Garda, on desemboca el riu, es troba a una altitud de només 70 metres. Les cascades es troben a una alçada intermèdia d'uns 200 metres sobre el nivell del mar, és a dir, més de 350 metres per sota del llac Tenno. Les aigües del llac s'escampen per la seva infraestructura rocosa, un fenomen típic en un entorn càrstic per a embassaments naturals d'aigua que no tenen drenatge a la superfície. Aquesta aigua puja a la superfície diversos quilòmetres al sud del llac, formant el riu Magnone, que cau a la cova Varona i forma les cascades Varone de camí cap al llac Garda.

## El lloc turístic
Les cascades no eren accessibles al públic en general fins a la inauguració d'un lloc turístic regulat al mateix lloc. Només hi havia penya-segats escarpats al lloc i la cascada només era accessible per als escaladors de la mateixa cascada o per a aquells que es penjaven amb cordes, una acció que només els muntanyencs experimentats se sentien prou segurs per fer. A mitjans del segle XIX, va començar el desenvolupament del lloc amb l'objectiu de fer-los accessibles al públic. El lloc turístic de les cascades de Varona es va inaugurar amb gran pompa el 20 de juny de 1874. L'invitat d'honor a la cerimònia va ser el príncep Nikola de Montenegro, que es trobava al costat del llac en aquell moment. Des de llavors, les cascades han estat una atracció per a tots els visitants de la zona nord del llac de Garda i han estat la destinació de moltes celebritats: els noms d'artistes i escriptors que apareixen als llibres de visites inclouen el príncep Umberto II de Savoia, Gabriele D'Annunzio, l'emperador Francesc Josep I d'Habsburg, Franz Kafka, Thomas Mann i molts altres. Thomas Mann va visitar sovint Riva del Garda entre 1901 i 1904, i sembla que va inspirar-se en algunes seccions de la seva novel·la La muntanya màgica en les cascades, per exemple la frase "L'aigua cau amb un soroll ensordidor al fons de l'abisme profund i estret format per roques panxudes, nues i relliscoses que semblen enormes panxes de peix". Avui dia, el lloc està molt desenvolupat, amb un jardí botànic de camí i una carretera turística convenient que permet accedir a una observació superior de la cascada superior i a una observació inferior de la cascada inferior.